# عاشقان پیشین
عاشقان پیشین (ایتالیایی: Amanti del passato) یک فیلم ملودرام ایتالیایی است که در سال ۱۹۵۳ منتشر شد.

## بازیگران
- لیا آماندا
- لاورو گاتزولو
- ایرنه جنا
- میکله مالاسپینا
- میرکو الیس
- ویتوریو سانیپولی
- جینو لئورینی